# Triens
Triens je trećina solida. Počeo ga je kovati Teodozije I. 383. u težini od 1,51 g, dok je prije toga kovan sličan zlatnik s nešto većom težinom (1,70 g) od Konstantina I. sve do Gracijana (368 – 383.).

## Poveznice
- Pregled novčanih kovova Rimskog Carstva